# Winnipeg (orsetto)
Winnipeg (1914 - 12 maggio 1934), detta Winnie, è stata un'orsa nera vissuta allo zoo di Londra. Salvata dal veterinario Harry Coleuborn, Winnie è ricordata soprattutto per aver ispirato il nome del personaggio Winnie the Pooh.

## Storia
Allo scoppio della prima guerra mondiale nell'agosto 1914, il tenente Harry Colebourn del Fort Garry Horse, un reggimento di cavalleria canadese, si offrì volontario. Il 24 agosto, mentre era in viaggio verso Valcartier in Quebec per fare rapporto al Corpo veterinario dell'esercito canadese (CAVC) come parte del corpo di spedizione canadese, ha acquistato una giovane cucciola d'orso per CA $ 20 (equivalenti a $ 524 nel 2023) a una fermata del treno a White River. La madre dell'orsa era stata probabilmente uccisa nella primavera del 1914. Non è documentato il nome del cacciatore che vendette l'orsa e che presumibilmente provvide alla prima sua socializzazione. Colebourn chiamò l'orsa "Winnipeg Bear", in breve "Winnie", dal nome della sua città natale adottiva di Winnipeg.
Winnie andò con Coleuborn a Valcartier e fino in Inghilterra, diventando la mascotte del CAVC e un animale domestico presso il quartier generale della seconda brigata di fanteria canadese. Secondo i sei diari che Colebourn tenne durante la guerra, il 3 ottobre 1914, lui e Winnie lasciarono Gaspé Bay in rotta per l'Inghilterra a bordo della S.S. Manitou insieme a numerose altre navi di linea piene di truppe dirette all'Inghilterra. Il 17 ottobre sbarcarono e lasciarono Davenport per la pianura di Salisbury alle 7:00 di quella mattina.
Prima di partire per la Francia, Colebourn lasciò Winnie allo zoo di Londra il 9 dicembre 1914.
La destinazione finale di Winnie avrebbe dovuto essere l'Assiniboine Park Zoo di Winnipeg, ma alla fine della guerra, Colebourn le permise di rimanere allo zoo di Londra, dove era molto amata per la sua giocosità e gentilezza.
Nel 1919, lo zoo di Londra tenne una cerimonia di inaugurazione ed eresse una targa che affermava che Colebourn aveva donato Winnie.
Tra i fan di Winnie allo zoo di Londra c'era il figlio di A. A. Milne, Christopher Robin, che le fece visita spesso a partire dal 1924. Christopher Robin di conseguenza cambiò il nome del suo orsacchiotto da "Edward Bear" a "Winnie the Pooh" - una combinazione del nome dell'orso Winnipeg e del soprannome che aveva dato a un cigno a cui dava da mangiare al mattino – fornendo l'ispirazione per le storie di suo padre su Winnie-the-Pooh. Nell'introduzione di Milne al suo primo libro sull'orso, Winnie-the-Pooh (1926), scrive:
Ci sono diverse statue e targhe che commemorano l'orsa Winnipeg. Nel 1981, una statua di un cucciolo d'orso realizzata dallo scultore Lorne McKean fu inaugurata allo zoo di Londra, insieme ad una targa commemorativa di Winnie.

Statua con Winnie e Colebourn all'Assiniboine Park a Winnipeg

Una statua in bronzo di Winnie e Colebourn che si tengono per mano, opera dello scultore William Epp, si trova nell'Assiniboine Park a Winnipeg. Presentata originariamente il 6 agosto 1992 all'Assiniboine Park Zoo, la statua e la targa furono donate dal Kinsmen Club di Winnipeg. Il disegno di Epp si vede anche in un'altra statua dello Zoo di Londra, collocata nel 1993. Assiniboine Park ospita anche una piccola mostra nella sua Galleria del Padiglione chiamata The Pooh Gallery, che espone "oggetti, archivi, libri e opere d'arte" che "rivelano le molteplici identità e storie di Winnie-the-Pooh".
Nel 1996, Canada Post ha emesso francobolli Winnie e il tenente Colebourn, White River, 1914 disegnati da Wai Poon con la direzione artistica di Anthony Van Bruggen e il design al computer di Marcelo Caetano. I francobolli da 45 ¢ sono dentellati 12,5 x 13 mm e sono stati stampati da Ashton-Potter Limited.
Nel 1997, una targa fu donata allo zoo di Londra dalla città di White River, ove Colebourn incontrò Winnie per la prima volta. Il 30 maggio 1999, una targa speciale che commemora il servizio di Colebourn al Fort Garry Horse e al Corpo veterinario dell'esercito canadese è stata collocata nello zoo vicino al sito dell'ex casa di Winnie.
Dopo la morte di Winnie nel 1934, il suo cranio fu conservato nel Museo Odontologico presso il Royal College of Surgeons Hunterian Museum di Londra e fu esposto al pubblico per la prima volta nel 2015.

## Nella cultura di massa
La storia di Winnie è stata rappresentata nel film Un orso chiamato Winnie (2004), con Michael Fassbender nei panni di Colebourn e Bonkers, un orso nero americano maschio di 1.000 libbre, nei panni di Winnie adulta.
Nel 2011 M.A. Appleby, il cui padre era amico del figlio di Colebourn, ha scritto un libro per bambini sulla vita dell'orso, intitolato Winnie the Bear.
Nel 2015 è stato pubblicato il libro per bambini Finding Winnie della pronipote di Colebourn, Lindsay Mattick. È riccamente illustrato e descrive la storia di Winnipeg in un modo accessibile ai bambini, sebbene ancora basato sui fatti. Il libro ha vinto la medaglia Caldecott nel 2016.